# Phantoms Basket Boom
Phantoms Basket Boom is een Belgische basketbalclub uit Boom waarvan het eerste vrouwenteam uitkomt in de Top Division Women en het eerste herenteam in de Eerste Landelijke Heren of vierde klasse. De club werd in 2015 opgericht. De club speelt haar thuiswedstrijden in de in 2017 geopende Braxhall in de gemeente op het terrein van De Schorre. De club heeft een sterk uitgebouwde jeugdwerking met voor jongens en meisjes samengeteld 27 jeugdteams.